# Shoshimin-eiga
Shōshimin-eiga (小市民 映画), literalmente "filme da pequena burguesia" ou "filme da classe média baixa", é um gênero de filmes realistas japoneses que enfocam a vida cotidiana de pessoas comuns ou de classe média. Um termo alternativo para o shōshimin-eiga é a palavra pseudo-japonesa shomin-geki, que significa, literalmente, "drama das pessoas comuns", inventada por acadêmicos de cinema do Ocidente. O termo shōshimin-eiga como a definição de um gênero cinematográfico especificamente japonês, provavelmente apareceu pela primeira vez em 1932 em artigos dos críticos Yoshio Ikeda e Ichiro Ueno.

## Temas
Os historiadores americanos de cinema Joseph L. Anderson e Donald Richie definem o shōshimin-eiga (referindo-se ao movimento como shomin-geki) como "[e]ssencialmente um filme sobre a vida do proletariado ou da classe média baixa, sobre as relações, às vezes humorísticas, às vezes amargas dentro do família, sobre a luta pela existência, [...] o tipo de filme que muitos japoneses consideram ser sobre 'você e eu' ".
Em seu livro Nippon Modern: Japanese Cinema of the 1920s and 1930s, a estudiosa Mitsuyo Wada-Marciano vê o shōshimin-eiga retratando um "sujeito moderno recém-emergente, o homem assalariado e sua família de classe média", que "apela a uma ampla seção de classes sociais", ajudando assim a criar "um sujeito nacional moderno". Através da sua representação das desigualdades sociais e do alcance abrangente do capitalismo na vida quotidiana sob a forma de hierarquia empresarial, estes filmes sugeriam uma divisão entre o apelo do Japão à modernização e o anseio pela “coesão mística” de um passado “tradicional”. Ao mesmo tempo, o shōshimin-eiga foi criticado pela falta de conteúdo político genuíno, especialmente por parte da esquerda política.

## História
As origens do shōshimin-eiga são atribuídas ao estúdio e distribuidor de filmes do Japão, Shochiku, e seu diretor Yasujirō Shimazu na década de 1920. Yasujirō Ozu, um ex-assistente de Shimazu, e Mikio Naruse são dois diretores proeminentes com seus trabalhos classificados dentro do campo do shōshimin-eiga. Outros cineastas incluem Heinosuke Gosho e Keisuke Kinoshita. Kenji Mizoguchi, embora tenha se voltado repetidamente para temas modernos, a opressão das mulheres sob um sistema patriarcal em particular, geralmente não é atribuído ao cânone do gênero.
Importantes exemplos iniciais (e sobreviventes) do shōshimin-eiga são Tonari no Yae-chan (1934) de Shimazu, Tōkyō no Kōrasu (1931) e Umarete wa Mita Keredo (1932) de Ozu, e Jinsei no Onimotsu de Gosho (1935). O filme Meshi de Naruse, de 1951, é frequentemente citado como tendo lançado um renascimento pós-ocupação do shōshimin-eiga. O biógrafo de Gosho, Arthur Nolletti Jr., considera o início dos anos 1960 como o fim da era de ouro do gênero, com seus temas mudando principalmente para a televisão. Tanto ele quanto a historiadora de cinema Catherine Russell veem essa mudança sustentada em obras como a série Otoko wa Tsurai yo.